# Pittsfield (Illinois)
Pittsfield é uma cidade localizada no estado americano de Illinois, no Condado de Pike.

## Demografia
Segundo o censo americano de 2000, a sua população era de 4211 habitantes.
Em 2006, foi estimada uma população de 4536, um aumento de 325 (7.7%).

## Geografia
De acordo com o United States Census Bureau tem uma área de
9,4 km², dos quais 9,3 km² cobertos por terra e 0,1 km² cobertos por água. Pittsfield localiza-se a aproximadamente 219 m acima do nível do mar.

## Localidades na vizinhança
O diagrama seguinte representa as localidades num raio de 16 km ao redor de Pittsfield.